# Баришич, Борна
Бо́рна Ба́ришич (хорв. Borna Barišić; род. 10 ноября 1992, Осиек) — хорватский футболист, защитник турецкого клуба «Трабзонспор» и сборной Хорватии.

## Ранние годы
Борна Баришич родился 10 ноября 1992 года в хорватском Осиеке в исторической области Славония в семье боснийских хорватов. Его отец Стипе Баришич родом из Галечича, в то время как его мать Верика (урождённая Токич) родом из Стражбеницы.
В 2003 году стал заниматься в молодёжной академии местного футбольного клуба. Не сумев пробиться в основную команду, покинул клуб.

## Клубная карьера
В 2012 году пополнил состав команды «Биело-Брдо». По прошествии одного сезона вернулся в «Осиек». 12 июля 2013 года дебютировал в чемпионате Хорватии, выйдя в основном составе в гостевом поединке против загребского «Динамо» (1:3). 4 апреля 2014 года забил свой первый гол на высшем уровне, принеся команде победу в самой концовке гостевого матча против «Локомотивы». В сезоне 2014/2015 сыграл в 28 матчах, отметившись одним голом и двумя результативными передачами.
В июле 2015 года стал игроком загребского «Динамо», подписав пятилетний контракт. Успев сыграть лишь один матч в лиге (гостевой с «Осиеком») в середине августа был отдан в аренду «Локомотиве», где сыграл в 19 матчах и отдал две результативные передачи.
Летом 2016 года вернулся в «Осиек», где стал капитаном команды. 23 июля 2016 года сыграл свой первый матч после возвращения, в котором клуб одержал победу над «Интером» (2:0). В сезоне 2016/2017 провёл 32 матча в чемпионате, забил один гол и отдал семь результативных передач. По результатам сезона «Осиек» занял 4-е место, добившись самого высокого результата в чемпионате за десятилетие.
Летом 2017 года привлёк внимание киевского «Динамо», и договорился с клубом о личных условиях. Однако позднее «киевляне» остановили свой выбор на игроке загребского «Динамо» Йосипе Пивариче. 11 августа в интервью Sportske novosti Баришич публично обвинил «Динамо» в саботаже трансфера.
В отборочном матче Лиги Европы 2017/18 забил пенальти в гостевом матче против «ПСВ» (1:0). В сезоне 2017/2018 провёл 22 матча в чемпионате, забил один гол и отдал четыре голевые передачи, а «Осиек» вновь занял четвёртое место.
7 августа 2018 года подписал четырёхлетний контракт с шотландским «Рейнджерс». 29 декабря 2019 года отдал две результативные передачи  в матче против «Селтика» (2:1), принеся команде первую победу на «Селтик Парк» с 2010 года. 30 января 2020 года продлил контракт с клубом до 2024 года.
18 февраля 2021 года, в своём сотом матче за клуб, оформил дубль с пенальти в выездном матче против «Антверпена» (4:3) в 1/16 финала Лиги Европы.
Летом 2024 года на правах аренды стал игроком турецкого клуба «Трабзонспор», подписав трёхлетний контракт. 11 августа в матче против «Сивасспора» он дебютировал в Суперлиге.

## Карьера в сборной
11 января 2017 года дебютировал за сборную Хорватии в товарищеском матче против Чили. В мае 2018 года вошёл в предварительный состав сборной (32 игрока) на чемпионат мира в России, но в итоге в самом мировом первенстве участия не принял.
21 марта 2019 года забил свой дебютный гол за сборную в домашнем матче отборочного раунда Евро-2020 против Азербайджана, завершившемся со счётом 2:1. К концу квалификации ему удалось закрепиться в стартовом составе национальной команды.

## Достижения

### Командные
«Динамо (Загреб)»
- Чемпион Хорватии (1): 2015/16

«Рейнджерс»
- Чемпион Шотландии (1): 2020/21[19]
- Обладатель Кубка Шотландии (1): 2021/22[20]

Сборная Хорватии
- Бронзовый призёр чемпионата мира: 2022

### Личные
- Входит в символическую сборную года чемпионата Хорватии (1): 2017
- Входит в символическую сборную года чемпионата Шотландии (1): 2021[21]
- Входит в символическую сборную сезона Лиги Европы УЕФА (1): 2020/21[22]
- Орден Хорватской звезды с ликом Франьо Бучара (15 ноября 2023 года)[23]

## Статистика выступлений

### Клубная статистика
| Выступление      | Выступление      | Выступление      | Чемпионат | Чемпионат | Кубки | Кубки | Прочие | Прочие | Итого | Итого |
| Клуб             | Лига             | Сезон            | Игры      | Голы      | Игры  | Голы  | Игры   | Голы   | Игры  | Голы  |
| ---------------- | ---------------- | ---------------- | --------- | --------- | ----- | ----- | ------ | ------ | ----- | ----- |
| Осиек            | Первая лига      | 2013/14          | 21        | 2         | 1     | 0     | 0      | 0      | 22    | 2     |
| Осиек            | Первая лига      | 2014/15          | 28        | 1         | 0     | 0     | 0      | 0      | 28    | 1     |
| Осиек            | Итого            | Итого            | 49        | 3         | 1     | 0     | 0      | 0      | 50    | 3     |
| Динамо Загреб    | Первая лига      | 2015/16          | 1         | 0         | 0     | 0     | 0      | 0      | 1     | 0     |
| Динамо Загреб    | Итого            | Итого            | 1         | 0         | 0     | 0     | 0      | 0      | 1     | 0     |
| → Локомотива     | Первая лига      | 2015/16          | 19        | 0         | 1     | 0     | 0      | 0      | 20    | 0     |
| → Локомотива     | Итого            | Итого            | 19        | 0         | 1     | 0     | 0      | 0      | 20    | 0     |
| Осиек            | Первая лига      | 2016/17          | 32        | 1         | 4     | 0     | 0      | 0      | 36    | 1     |
| Осиек            | Первая лига      | 2017/18          | 22        | 1         | 1     | 0     | 8      | 2      | 31    | 3     |
| Осиек            | Первая лига      | 2018/19          | 1         | 0         | 0     | 0     | 4      | 1      | 5     | 1     |
| Осиек            | Итого            | Итого            | 55        | 2         | 5     | 0     | 12     | 3      | 72    | 5     |
| Рейнджерс        | Премьершип       | 2018/19          | 16        | 0         | 4     | 0     | 2      | 0      | 22    | 0     |
| Рейнджерс        | Премьершип       | 2019/20          | 22        | 2         | 5     | 0     | 13     | 0      | 40    | 2     |
| Рейнджерс        | Премьершип       | 2020/21          | 33        | 1         | 4     | 1     | 13     | 3      | 50    | 5     |
| Рейнджерс        | Премьершип       | 2021/22          | 23        | 0         | 3     | 0     | 17     | 0      | 43    | 0     |
| Рейнджерс        | Премьершип       | 2022/23          | 30        | 1         | 4     | 1     | 10     | 0      | 44    | 2     |
| Рейнджерс        | Премьершип       | 2023/24          | 20        | 0         | 6     | 1     | 9      | 0      | 35    | 1     |
| Рейнджерс        | Итого            | Итого            | 144       | 4         | 16    | 2     | 55     | 3      | 215   | 9     |
| Трабзонспор      | Первая лига      | 2024/25          | 1         | 0         | 0     | 0     | 0      | 0      | 1     | 0     |
| Трабзонспор      | Итого            | Итого            | 1         | 0         | 0     | 0     | 0      | 0      | 1     | 0     |
| Всего за карьеру | Всего за карьеру | Всего за карьеру | 269       | 9         | 23    | 2     | 67     | 6      | 359   | 17    |

1. ↑  Кубок Хорватии, Кубок Шотландии, Кубок шотландской лиги.
2. ↑  Лига чемпионов УЕФА, Лига Европы УЕФА.

### Статистика за сборную
| Сборная  | Год   | Матчи | Голы |
| -------- | ----- | ----- | ---- |
| Хорватия | 2017  | 3     | 0    |
| Хорватия | 2018  | 1     | 0    |
| Хорватия | 2019  | 8     | 1    |
| Хорватия | 2020  | 3     | 0    |
| Хорватия | 2021  | 8     | 0    |
| Хорватия | 2022  | 6     | 0    |
| Всего    | Всего | 29    | 1    |

### Список матчей за сборную
| Матчи Борны Баришича за национальную сборную Хорватии | Матчи Борны Баришича за национальную сборную Хорватии | Матчи Борны Баришича за национальную сборную Хорватии | Матчи Борны Баришича за национальную сборную Хорватии | Матчи Борны Баришича за национальную сборную Хорватии | Матчи Борны Баришича за национальную сборную Хорватии | Матчи Борны Баришича за национальную сборную Хорватии | Матчи Борны Баришича за национальную сборную Хорватии |
| №                                                     | Дата                                                  | Соперник                                              | Счёт                                                  | Голы                                                  | Карточки                                              | Минуты                                                | Соревнование                                          |
| ----------------------------------------------------- | ----------------------------------------------------- | ----------------------------------------------------- | ----------------------------------------------------- | ----------------------------------------------------- | ----------------------------------------------------- | ----------------------------------------------------- | ----------------------------------------------------- |
| 1                                                     | 11 января 2017                                        | Чили                                                  | 1:1                                                   | —                                                     | —                                                     | 64'                                                   | Товарищеский матч                                     |
| 2                                                     | 14 января 2017                                        | Китай                                                 | 1:1                                                   | —                                                     | —                                                     | 90+1'                                                 | Товарищеский матч                                     |
| 3                                                     | 27 мая 2017                                           | Мексика                                               | 2:1                                                   | —                                                     | 86'                                                   | 90'                                                   | Товарищеский матч                                     |
| 4                                                     | 6 сентября 2018                                       | Португалия                                            | 1:1                                                   | —                                                     | —                                                     | 90'                                                   | Товарищеский матч                                     |
| 5                                                     | 21 марта 2019                                         | Азербайджан                                           | 2:1                                                   | 44′                                                   | —                                                     | 90'                                                   | Отборочные матчи ЧЕ-2020                              |
| 6                                                     | 24 марта 2019                                         | Венгрия                                               | 1:2                                                   | —                                                     | —                                                     | 30'                                                   | Отборочные матчи ЧЕ-2020                              |
| 7                                                     | 8 июня 2019                                           | Уэльс                                                 | 2:1                                                   | —                                                     | —                                                     | 90'                                                   | Отборочные матчи ЧЕ-2020                              |
| 8                                                     | 6 сентября 2019                                       | Словакия                                              | 4:0                                                   | —                                                     | —                                                     | 90'                                                   | Отборочные матчи ЧЕ-2020                              |
| 9                                                     | 9 сентября 2019                                       | Азербайджан                                           | 1:1                                                   | —                                                     | 70'                                                   | 90'                                                   | Отборочные матчи ЧЕ-2020                              |
| 10                                                    | 10 октября 2019                                       | Венгрия                                               | 3:0                                                   | —                                                     | —                                                     | 90'                                                   | Отборочные матчи ЧЕ-2020                              |
| 11                                                    | 13 октября 2019                                       | Уэльс                                                 | 1:1                                                   | —                                                     | —                                                     | 90'                                                   | Отборочные матчи ЧЕ-2020                              |
| 12                                                    | 16 ноября 2019                                        | Словакия                                              | 3:1                                                   | —                                                     | —                                                     | 90'                                                   | Отборочные матчи ЧЕ-2020                              |
| 13                                                    | 5 сентября 2020                                       | Португалия                                            | 1:4                                                   | —                                                     | 71'                                                   | 90'                                                   | Лига наций УЕФА 2020/21. Групповой этап               |
| 14                                                    | 14 октября 2020                                       | Франция                                               | 1:2                                                   | —                                                     | —                                                     | 90'                                                   | Лига наций УЕФА 2020/21. Групповой этап               |
| 15                                                    | 14 ноября 2020                                        | Швеция                                                | 1:2                                                   | —                                                     | —                                                     | 90'                                                   | Лига наций УЕФА 2020/21. Групповой этап               |
| 16                                                    | 24 марта 2021                                         | Словения                                              | 0:1                                                   | —                                                     | 24'                                                   | 46'                                                   | Отборочные матчи ЧМ-2022                              |
| 17                                                    | 27 марта 2021                                         | Кипр                                                  | 1:0                                                   | —                                                     | —                                                     | 90'                                                   | Отборочные матчи ЧМ-2022                              |
| 18                                                    | 30 марта 2021                                         | Мальта                                                | 3:0                                                   | —                                                     | —                                                     | 57'                                                   | Отборочные матчи ЧМ-2022                              |
| 19                                                    | 1 июня 2021                                           | Армения                                               | 1:1                                                   | —                                                     | —                                                     | 90'                                                   | Товарищеский матч                                     |
| 20                                                    | 6 июня 2021                                           | Бельгия                                               | 0:1                                                   | —                                                     | —                                                     | 46'                                                   | Товарищеский матч                                     |
| 21                                                    | 22 июня 2021                                          | Шотландия                                             | 3:1                                                   | —                                                     | —                                                     | 70'                                                   | ЧЕ-2020. Групповой этап                               |
| 22                                                    | 7 сентября 2021                                       | Словения                                              | 3:0                                                   | —                                                     | —                                                     | 90'                                                   | Отборочные матчи ЧМ-2022                              |
| 23                                                    | 11 октября 2021                                       | Словакия                                              | 2:2                                                   | —                                                     | 90'                                                   | 90'                                                   | Отборочные матчи ЧМ-2022                              |
| 24                                                    | 29 марта 2022                                         | Болгария                                              | 2:1                                                   | —                                                     | 77'                                                   | 90'                                                   | Товарищеский матч                                     |
| 25                                                    | 3 июня 2022                                           | Австрия                                               | 0:3                                                   | —                                                     | —                                                     | 46'                                                   | Лига наций УЕФА 2022/23. Групповой этап               |
| 26                                                    | 6 июня 2022                                           | Франция                                               | 1:1                                                   | —                                                     | —                                                     | 90'                                                   | Лига наций УЕФА 2022/23. Групповой этап               |
| 27                                                    | 25 сентября 2022                                      | Австрия                                               | 3:1                                                   | —                                                     | —                                                     | 62'                                                   | Лига наций УЕФА 2022/23. Групповой этап               |
| 28                                                    | 16 ноября 2022                                        | Саудовская Аравия                                     | 1:0                                                   | —                                                     | —                                                     | 90'                                                   | Товарищеский матч                                     |
| 29                                                    | 5 декабря 2022                                        | Япония                                                | 1:1 (3:1)                                             | —                                                     | 116'                                                  | 120'                                                  | ЧМ-2022. 1/8 финала                                   |

Итого: 29 матчей / 1 гол; 14 побед, 8 ничьих, 7 поражений.